# Massimo Saverio Ennio Fundarò
Massimo Saverio Ennio Fundarò, detto Massimo (Alcamo, 9 aprile 1958), è un politico italiano.

## Biografia
Imprenditore; è stato presidente regionale dei Verdi in Sicilia, partito al quale si è iscritto nei 1989 e per il quale negli anni '90 è consigliere comunale ad Alcamo.
È stato eletto nel 2006 alla Camera dei deputati nella XV Legislatura nella circoscrizione Sicilia 1. Alla Camera è stato nominato componente della Giunta per le autorizzazioni, del Comitato parlamentare per i procedimenti di accusa, della Commissione Finanze (nella quale sostituisce il Ministro dell'Ambiente Alfonso Pecoraro Scanio) e della Commissione Agricoltura. Componente del Consiglio federale dei Verdi dal 2001, fa anche parte dell'Esecutivo nazionale del partito. Diviene coordinatore nazionale della Federazione dei Verdi nel dicembre 2006 .
Alle elezioni politiche del 2008 è candidato alla Camera dei deputati come capolista nella lista de la Sinistra l'Arcobaleno nella Circoscrizione Sicilia 1, ma la lista non supera la soglia di sbarramento del 4% e non viene eletto.
Dopo il Congresso dell'ottobre del 2009 lascia i Verdi, assieme al gruppo dirigente che faceva capo a Grazia Francescato e partecipa alla costruzione di Sinistra Ecologia Libertà.
Nel 2012 il sindaco di Alcamo Sebastiano Bonventre lo nomina assessore comunale all'ambiente, carica che mantiene fino al luglio 2013.
Nel febbraio 2013 è candidato alle politiche nella lista di SEL nel collegio Sicilia 1 ma non è eletto .
Il 19 gennaio 2014 è eletto segretario regionale di SEL.
Alle elezioni regionali in Sicilia del 2017 viene candidato all'Assemblea regionale siciliana con la lista "Cento Passi per la Sicilia" di Claudio Fava, raccogliendo 860 preferenze, senza essere eletto.
Alle elezioni politiche del 2018 appoggia Liberi e Uguali pur non essendo candidato.
Nel 2021 aderisce alla fondazione di Europa Verde, di cui entra fa parte del Consiglio federale nazionale.